# ソラアイ
『ソラアイ』は、日本の音楽グループEvery Little Thingの26枚目のシングル。2004年2月25日にavex traxから発売された。

## 解説
前作『また あした』から約3か月半でのリリースとなる、2004年最初のシングル。6thアルバム『commonplace』の先行シングルである。
「ソラアイ」とは漢字で「空合い」と書き、「空の様子」「事のなりゆき」という意味がある。

## 収録曲
1. ソラアイ
作詞：持田香織 / 作曲：HIKARI / 編曲：HIKARI & 伊藤一朗
スズキ「MR wagon」CMイメージソング
2006年発売の29thシングル「azure moon」にはこの曲のライブ音源が収録された。
『concert tour 2008 Door』ではアコースティックにアレンジされたものが披露された。
2. stray cat (20031223 version)
作詞：持田香織 / 作曲：原一博
5thアルバム『Many Pieces』収録曲のライブ音源
3. ソラアイ (Instrumental)

## 楽曲の収録アルバム
ソラアイ
- 『commonplace』
- 『14 message 〜every ballad songs 2〜』
- 『Every Best Single 〜COMPLETE〜』
- 『Every Best Single 2 〜MORE COMPLETE〜』
- 『Every Best Single 2 〜middLe period〜』